# Santo Tomé del Puerto
Santo Tomé del Puerto – gmina w Hiszpanii, w prowincji Segowia, w Kastylii i León, o powierzchni 56,87 km². W 2011 roku gmina liczyła 325 mieszkańców.